# Chamusca
Chamusca est une municipalité (en portugais : concelho ou município) du Portugal, située dans le district de Santarém et la région du Ribatejo.

## Géographie
Chamusca est limitrophe :
- au nord, de Vila Nova da Barquinha,
- à l'est, de Constância et Abrantes,
- au sud-est, de Ponte de Sor,
- au sud, de Coruche,
- à l'ouest, de Almeirim, Alpiarça et Santarém,
- au nord-ouest, de Golegã.

## Démographie
| 1801  | 1849  | 1900   | 1930   | 1960   | 1981   | 1991   | 2001   | 2004   |
| ----- | ----- | ------ | ------ | ------ | ------ | ------ | ------ | ------ |
| 2 725 | 4 313 | 10 418 | 12 925 | 15 871 | 13 135 | 12 282 | 11 492 | 11 313 |

| 2011   | - | - | - | - | - | - | - | - |
| ------ | - | - | - | - | - | - | - | - |
| 10 120 | - | - | - | - | - | - | - | - |

## Subdivisions
La municipalité de Chamusca groupe 7 freguesias :
- Carregueira
- Chamusca
- Chouto
- Parreira
- Pinheiro Grande
- Ulme
- Vale de Cavalos